# کنار من (ترانه ایمجین درگنز)
«کنار من» (به انگلیسی: Next to Me) ترانه‌ای ضبط‌شده از گروه موسیقی پاپ راک آمریکایی ایمجین درگنز است. ترانه توسط هر چهار عضو گروه و تهیه‌کننده‌اش الکس دا کید نوشته شده‌است. این ترانه در ۲۱ فوریه ۲۰۱۸ به‌عنوان چهارمین تک‌آهنگ از سومین آلبوم استودیویی گروه، تکامل (۲۰۱۷) توسط کیدیناکورنر و اینترسکوپ رکوردز منتشر شد.